# Иловля (река)
Иловля́ (также встречается вариант И́ловля) — река в европейской части России, левый приток Дона.
Длина Иловли составляет 358 км, а площадь водосборного бассейна — 9250 км². Средний расход воды у посёлка Иловля — 9,6 м³/с. Протекает по Саратовской и Волгоградской области, в общем направлении на юго-запад. Между началом декабря и концом марта замерзает, летом разбивается на отдельные плёсы. В древности между руслом Иловли у современного города Камышина и Волгой существовал волок из бассейна Волги в Дон. В XVI и XVIII веках делались попытки соединить русло Иловли каналом с Волгой.

## География
Иловля берёт исток на Приволжской возвышенности. Протекает по территории Красноармейского района Саратовской области, а также Камышинского, Ольховского и Иловлинского Волгоградской области. Кроме того, бассейн Иловли собирает сток с правобережья Волги, иногда подходя на несколько километров к руслу Волги. Кроме указанных выше районов, бассейн Иловли расположен также на территории Жирновского, Котовского, Фроловского и Дубовского районов Волгоградской области.
На Иловле расположен город Петров Вал. В 8 км от места впадения реки в Дон находится рабочий посёлок Иловля. Впадает в Дон слева на высоте 36 м над уровнем моря в 604 км от устья Дона.
Крупнейшие притоки — Ширяй и Ольховка, оба правые.

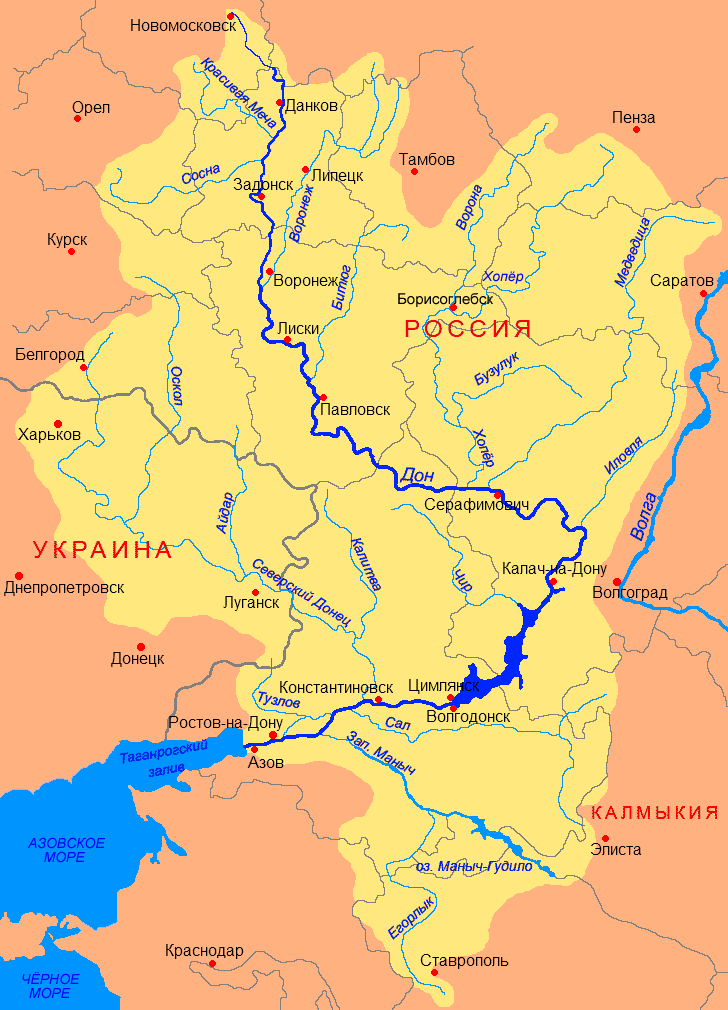
Бассейн Дона

### Притоки
(указано расстояние от устья)
- 59 км: река Ширяй (Суходол, Шеряй)
- 67 км: река Бердия (Бердич, Вердня)
- 107 км: река Тишанка
- 141 км: река Зензеватка
- 146 км: река Ольховка (Ольховая, Ольховатка)
- 212 км: водоток рукав без назв., в 4 км к СВ от с. Саломатино
- ок 209 км: овраг Песковатка, у села Рыбинка[7]
- 216 км: река Большая Казанка
- 240 км: река Мокрая Ольховка
- 277 км: река Гуселка
- 294 км: река овр. Семёновка (Гренц-Грабен)
- 301 км: река Грязнуха (Иловля овр. Грос-Грабен)
- 342 км: река Грязнуха (Грязнушка)

## Галерея

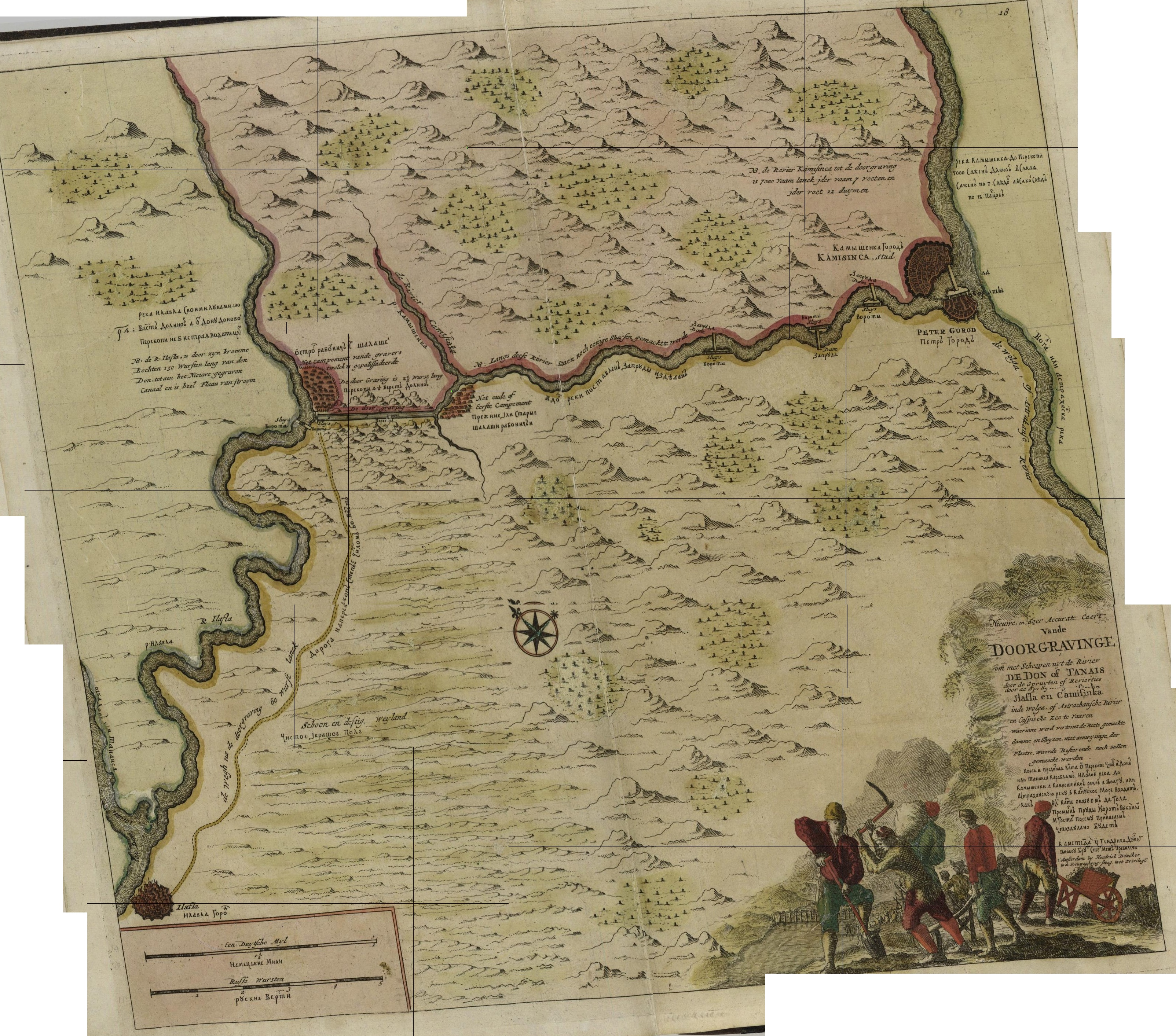
План канала Петров Вал 1704 года.
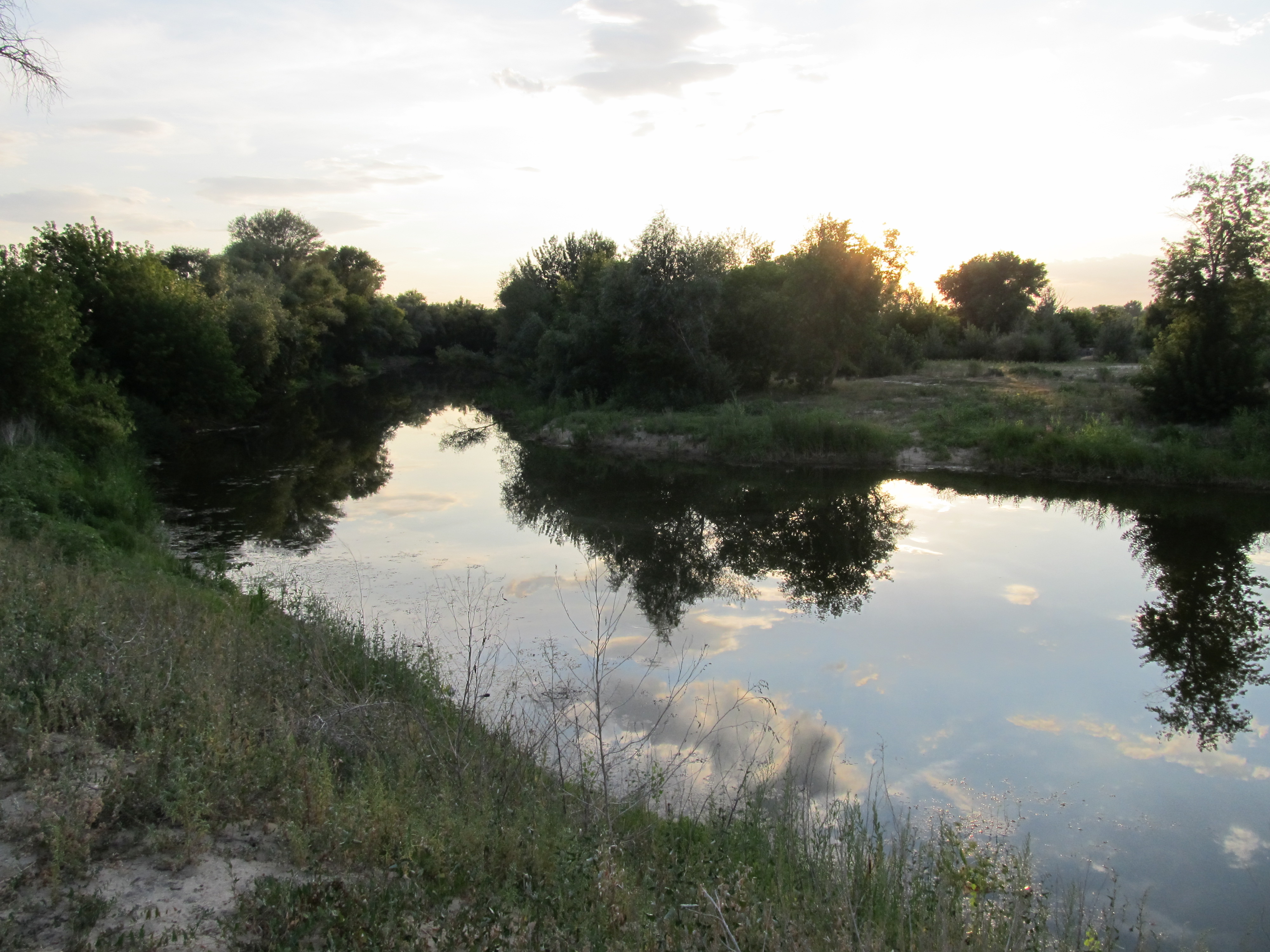
Река Иловля в июле
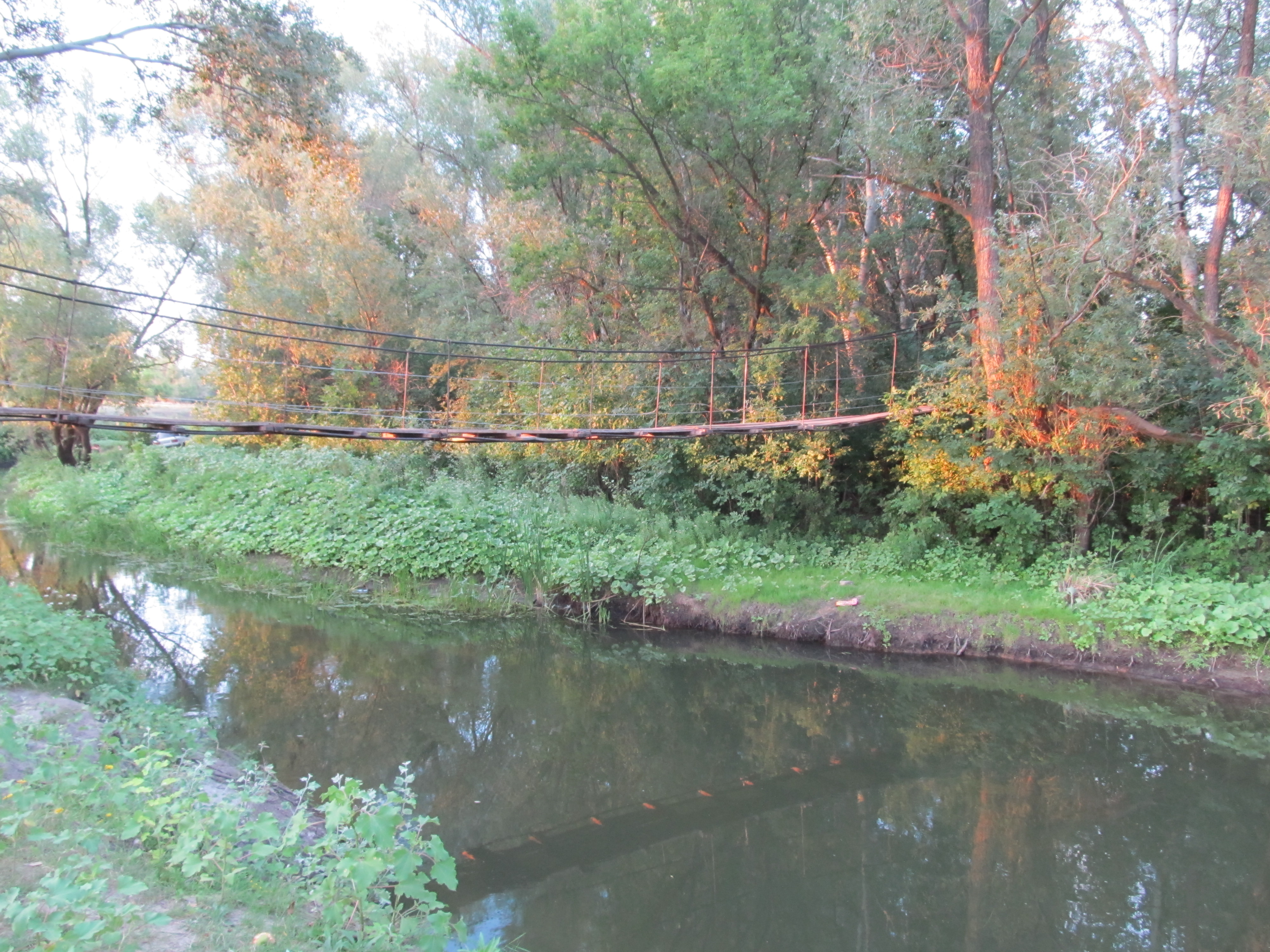
Подвесной мост через Иловлю
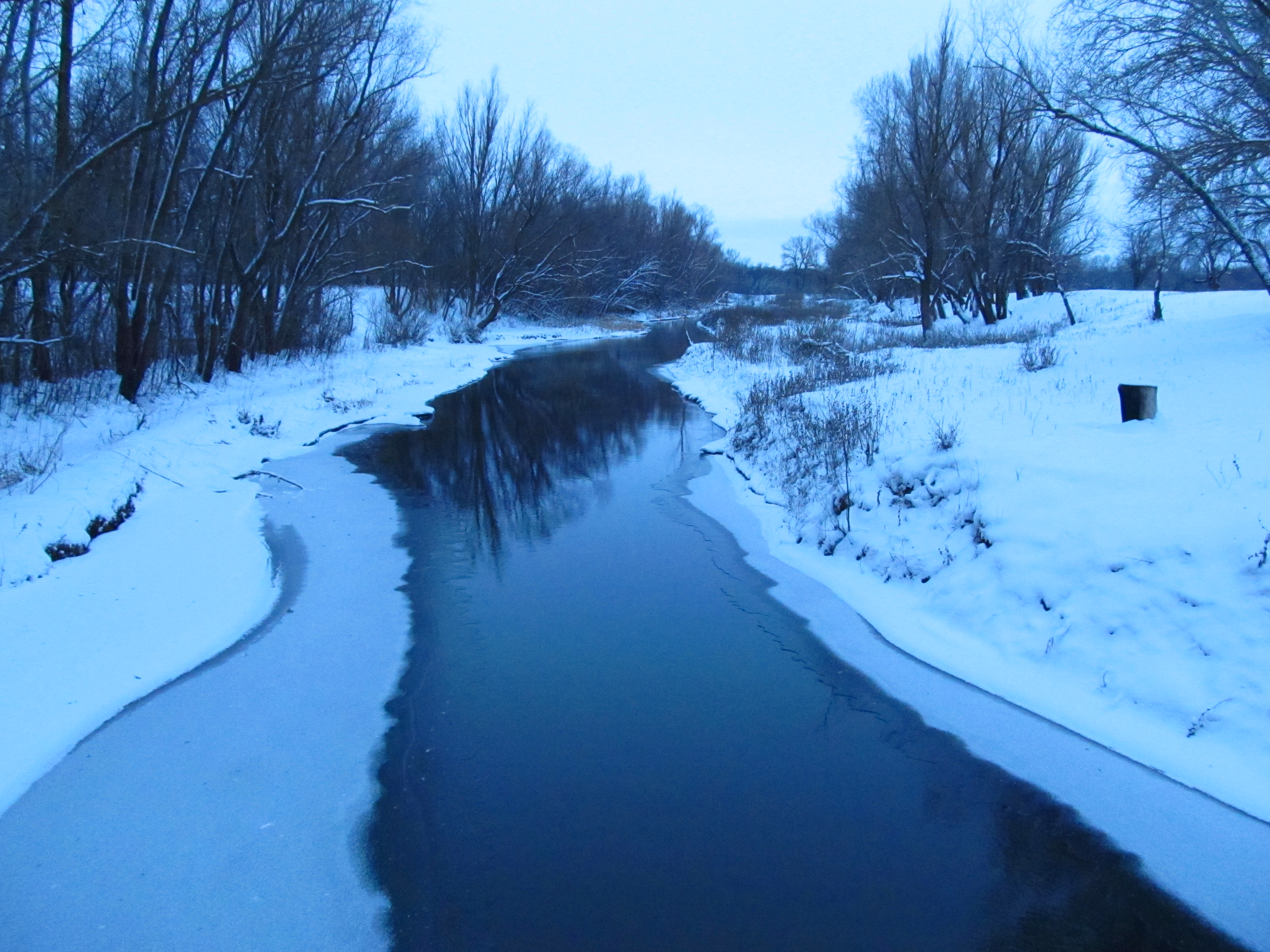
Река Иловля зимой

## Данные водного реестра
По данным государственного водного реестра России относится к Донскому бассейновому округу, водохозяйственный участок реки — Иловля, речной подбассейн реки — Дон между впадением Хопра и Северского Донца. Речной бассейн реки — Дон (российская часть бассейна).